# Totò a Parigi
Totò a Parigi è un film del 1958 diretto da Camillo Mastrocinque, interpretato da Totò, che vi recita due ruoli.

## Trama
Il dottor Duclos viene ricattato dal marchese Gastone de Chemandel de Beauvoiron con una lettera che rovinerebbe suo figlio Pierre. Egli quindi a malincuore acconsente di aiutare il marchese in una truffa all'assicurazione. Con l'aiuto di una zingara sua complice, e di Juliette, la ragazza che il marchese vuole fare sua, viene trovato Totò, un povero vagabondo napoletano, che vive sulle rive del Tevere, a Roma, perfetto sosia del nobiluomo. Il piano è di condurlo a Parigi, fargli credere di essere il marchese, ucciderlo simulando una disgrazia e poi incassare il premio dell'assicurazione.
Ma il disegno fallisce per l'intervento di Pierre, che non approva il comportamento del padre. Quest'ultimo, ravvedutosi, escogita uno stratagemma per ribaltare le carte in tavola, salvando così Pierre e anche Totò, che può così riprendere la sua vita da vagabondo.

## Accoglienza

### Critica
Le critiche dell'epoca al film sono state molto dure, come del resto fu per moltissimi film di Totò, sebbene non sia mancata qualche voce fuori coro, che elogiava la grande arte dell'attore.
- Ugo Casiraghi: "[..] Totò a Parigi, raffazzonato da Camillo Mastrocinque, è uno dei film più scadenti del nostro comico che, a dir la verità, ne ha sulla coscienza parecchi. Il suo disegno del capobanda nobile, per esempio, è completamente fallito, perché troppo serio. Totò che vive sugli alberi, che parla francese, o che fa Hitler al museo di cera, strappa invece qualche risata di passaggio [...]" .
- Da un articolo non firmato sull'Avanti: "[...] Il repertorio di Totò - mossette da burattino, parole storpiate, smorfiacce e rotear d'occhi - è roba che conosciamo a memoria e la storia non poteva essere più povera di sale e di pepe" .
- Ancora un articolo senza firma tratto dal Corriere Lombardo: "Prendete Totò: il successo di un film è assicurato per il novanta per cento [...]. Totò, nonostante il passare degli anni, è sempre lui. Basta che si muova sullo schermo per suscitare ilarità a non finire [..]".